# Мю Кассиопеи
Мю Кассиопеи (μ Cas) — двойная звезда с компонентами спектрального класса G5 и M5 (и массой 60 % и 15 % от солнечной). Имеет собственное имя Марфак от арабского Mirfaq — «локоть». У Птолемея в «Альмагесте» отсутствует.
Звёзды μ Cas A и B обращаются по тесной орбите на расстоянии 1,42 а.е. с периодом 21,4 лет. Второй компонент звезды был открыт Николасом Вагманом в 1961—1962 годах. (Nicholas E. Wagman (1905—1980)). Впервые в звёздные каталоги μ Cas была занесена Тихо Браге.
Звёзды летят по Галактике со скоростью 167 км/с. Астрономы считают, что зарегистрировать с помощью современных инструментов экзопланеты размером с Землю в этой системе очень сложно.

## μ Cas A
Эта звезда — жёлтый субкарлик, похожая на наше Солнце. Она имеет массу 74 % массы Солнца, 82 % его диаметра и 42 % его светимости.

## μ Cas B
Красный карлик. Имеет всего 15-17 % массы Солнца и 29 % его диаметра.

## Ближайшее окружение звезды
Следующие звёздные системы находятся на расстоянии в пределах 20 световых лет от μ Кассиопеи:
| Звезда         | Спектральный класс | Расстояние, св. лет |
| η Кассиопеи AB | F9-G0V / K7 V      | 5,4                 |
| Вольф 47 AB    | M2 Ve / M7 V       | 6,8                 |
| BD+56°2966     | K3 V               | 7,2                 |
| AC+71 532      | M3.5 Ve            | 7,7                 |
| BD+63°238      | K0 V               | 9,3                 |
| Глизе 3126     | M4 V               | 9,6                 |